# Banda presidencial de El Salvador
La banda presidencial de El Salvador es un símbolo distintivo utilizado por el presidente del país durante actos oficiales y ceremonias. Esta banda es una parte importante del protocolo y la vestimenta del presidente, la cual tiene un significado simbólico y representativo. Su uso está reservado para ceremonias oficiales y eventos formales.

## Historia
La historia de la banda presidencial de El Salvador se remonta a principios del siglo XIX, durante los primeros años de independencia del país. Originalmente, la banda presidencial se confeccionó en colores rojo, azul y blanco, que eran los colores de la bandera del Estado de El Salvador en la época.
Con el paso del tiempo, la banda presidencial fue evolucionando y adquirió los colores y elementos que la caracterizan en la actualidad. El Escudo Nacional de El Salvador se incorporó al centro de la banda, y los colores azul y blanco se convirtieron en los colores predominantes.

## Características
La banda presidencial es una franja o banda de tela, generalmente de color azul, que se lleva cruzada sobre el pecho, desde el hombro derecho hasta la cadera izquierda del presidente. En el centro de la banda, se encuentra el Escudo Nacional de El Salvador, que es el escudo de armas del país.

## Galería

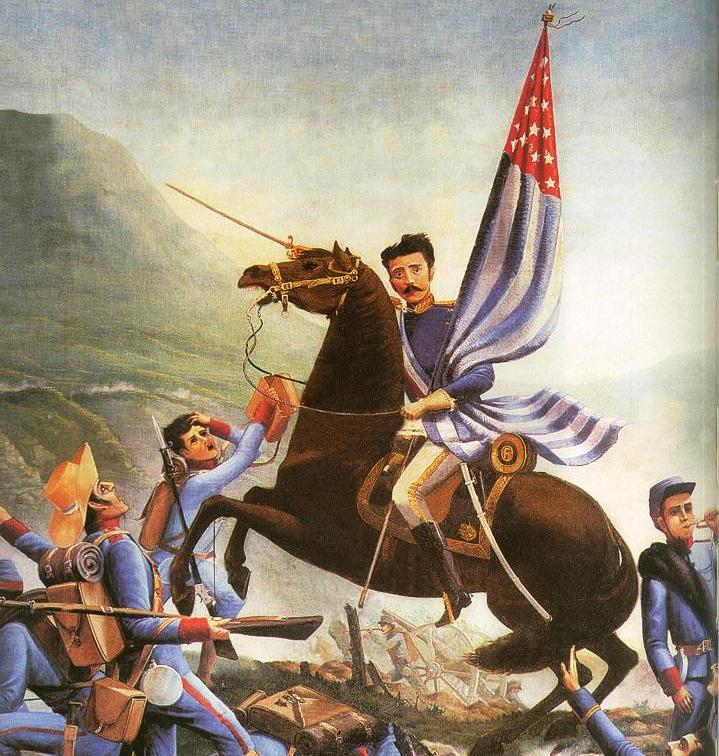
El presidente de El Salvador, general Tomás Regalado Romero, a caballo sosteniendo una versión anterior de la bandera e banda Presidencial de El Salvador.
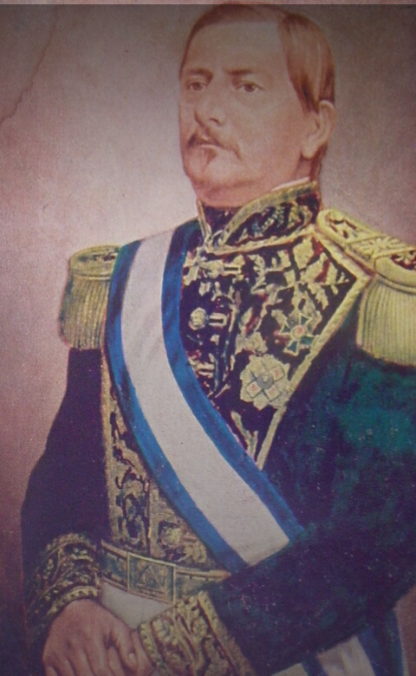
Gerardo Barrios
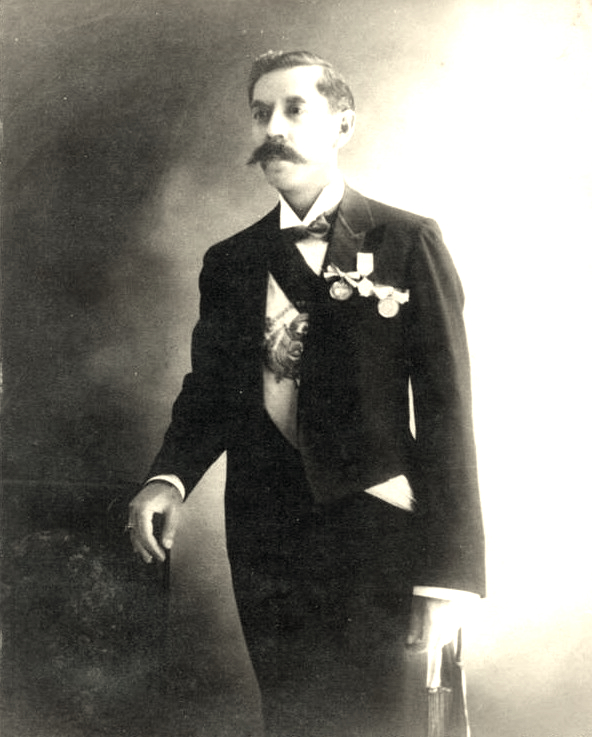
Dr Manuel Enrique Araujo
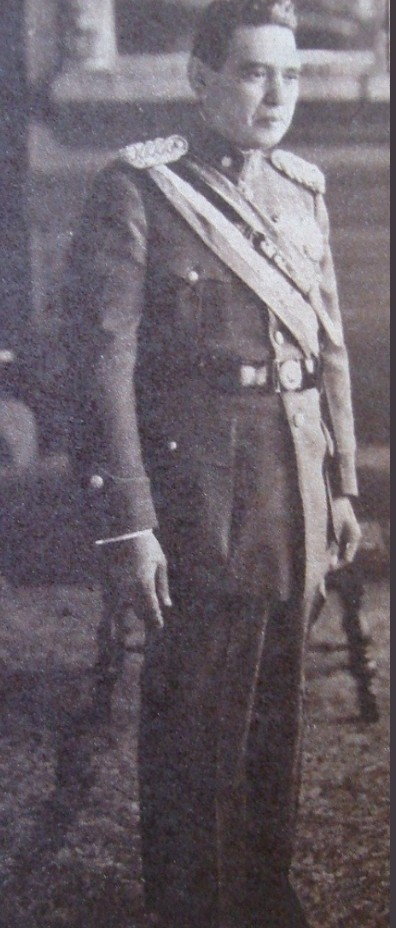
El General Martinez con la Banda presidencial.
Salvador Castañeda Castro
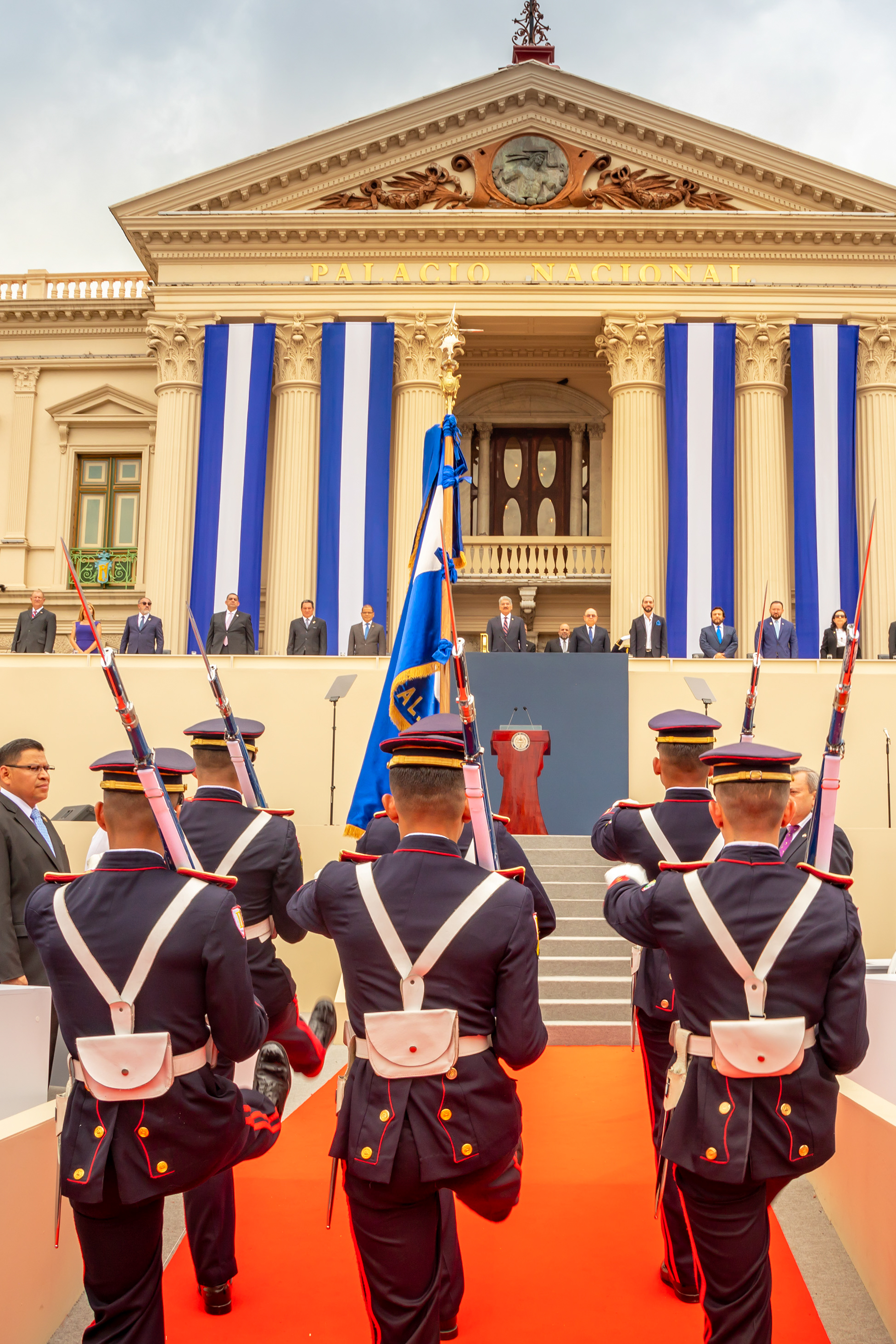
Traspaso de Mando Presidencial 2019, Salvador Sánchez Cerén entregó la banda presidencial a Nayib Bukele
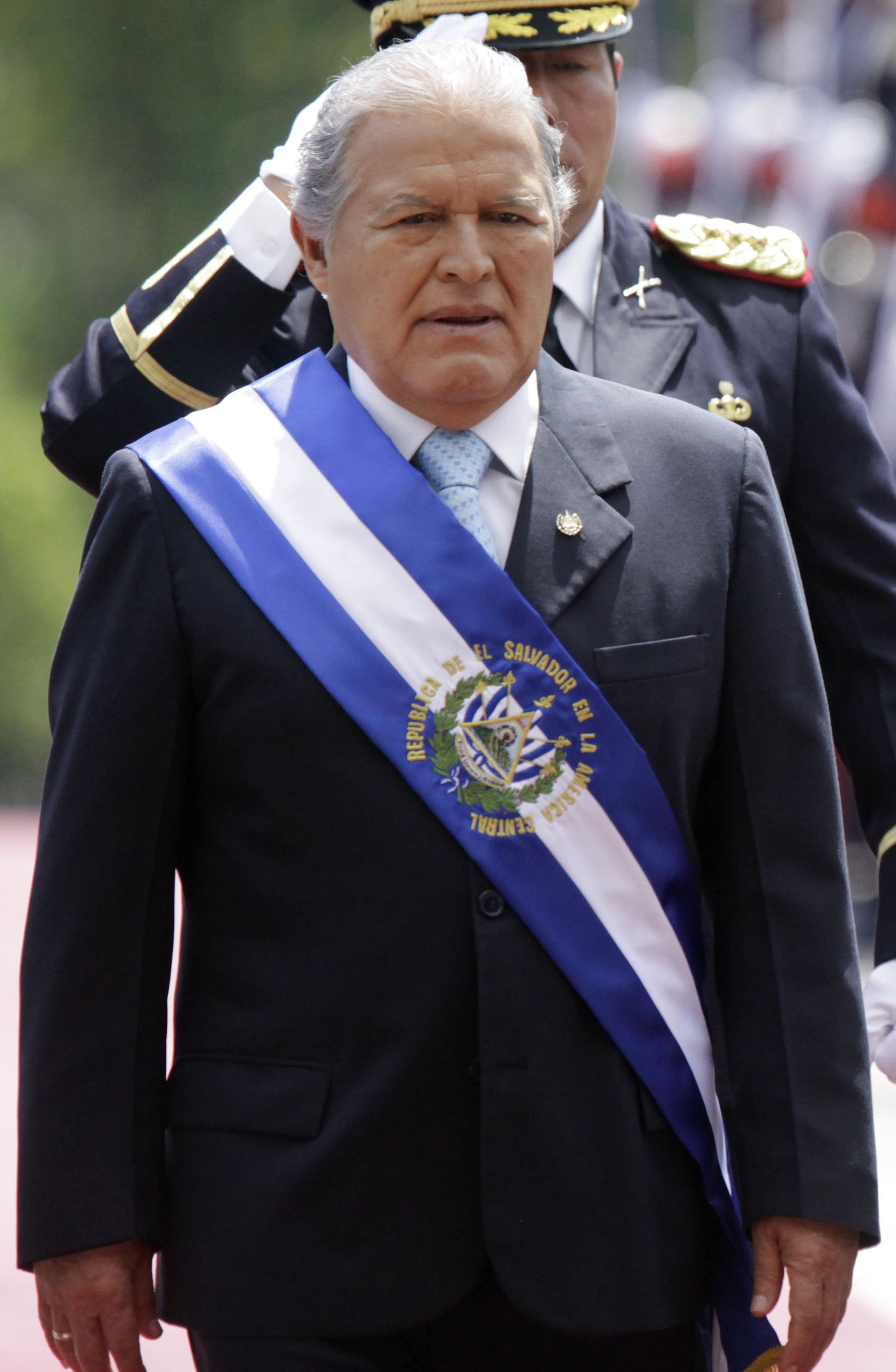
Salvador Sanchez Ceren
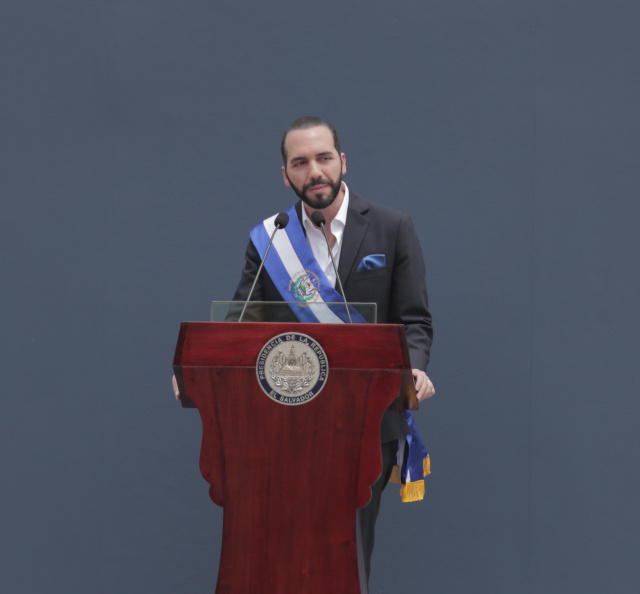
Nayib Bukele